# Le Vast
 Nota: Se procura pela banda musical, consulte VAST.
Le Vast é uma comuna francesa na região administrativa da Normandia, no departamento Mancha. Estende-se por uma área de 12,78 km². Em 2010 a comuna tinha 338 habitantes (densidade: 26,4 hab./km²).